# Cumulus
Pour les articles homonymes, voir Cumulus (homonymie).
Un cumulus (du latin cumulus, « amas ») est en météorologie un nuage de forme boursouflée appartenant à l'étage inférieur (base : 2 km d'altitude) mais qui peut s'élever jusqu'à l'étage moyen et atteindre ainsi plusieurs kilomètres d'épaisseur,. Si les conditions sont instables, il peut, par la suite, se transformer en cumulus congestus, qui a la forme d'une tour, puis en cumulonimbus, la transition se faisant lorsque son sommet évolue en bourgeonnements aplatis devenant indistincts.
Le cumulus est le nuage qui a la forme la plus caractéristique et reconnaissable. Son aspect bourgeonnant le fait, en effet, ressembler à un chou-fleur,. On évoque parfois le terme de « moutons nuageux ». 

## Formation
Le cumulus est le siège d'un mouvement de convection, similaire à celui qui a lieu dans une casserole d'eau bouillante, constitué d'une colonne d'air ascendant (au cœur du nuage) et de mouvements d'air descendant (à sa périphérie). Celle-ci se produit quand l'air est plus chaud et humide à bas niveau qu'en altitude, et que la variation avec l'altitude est plus grande que le gradient thermique adiabatique instable. L'air de bas niveau est alors moins dense que celui en altitude et un mouvement vertical se produit par la poussée d'Archimède. Ce dernier sera compensé par un mouvement inverse à l'extérieur du nuage,.
En s'élevant, l'air subit une détente adiabatique, ce qui diminue sa température et augmente donc l'humidité relative. Lorsque l'air devient saturé, la vapeur d'eau se condense. Au fur et à mesure que le nuage se charge en eau, le cumulus s'étire en hauteur et forme une tour appelée congestus.
Des cumulus peuvent se former dans de nombreux types de situation de réchauffement qui rend l'air instable. Un cas très favorable à leur observation se présente après le passage d'une perturbation atmosphérique. Alors que le front froid s'éloigne, le Soleil redevient visible et réchauffe le sol. Par conséquent, les basses couches de l'atmosphère se réchauffent par conduction thermique, rendant l'atmosphère instable. Des cumulus isolés bourgeonnent alors ici et là. Dans ces conditions, on dit qu'on a affaire à un « ciel de traîne ».

## Espèces
Un cumulus peut être classé parmi une de ces quatre espèces.

### Cumulus fractus

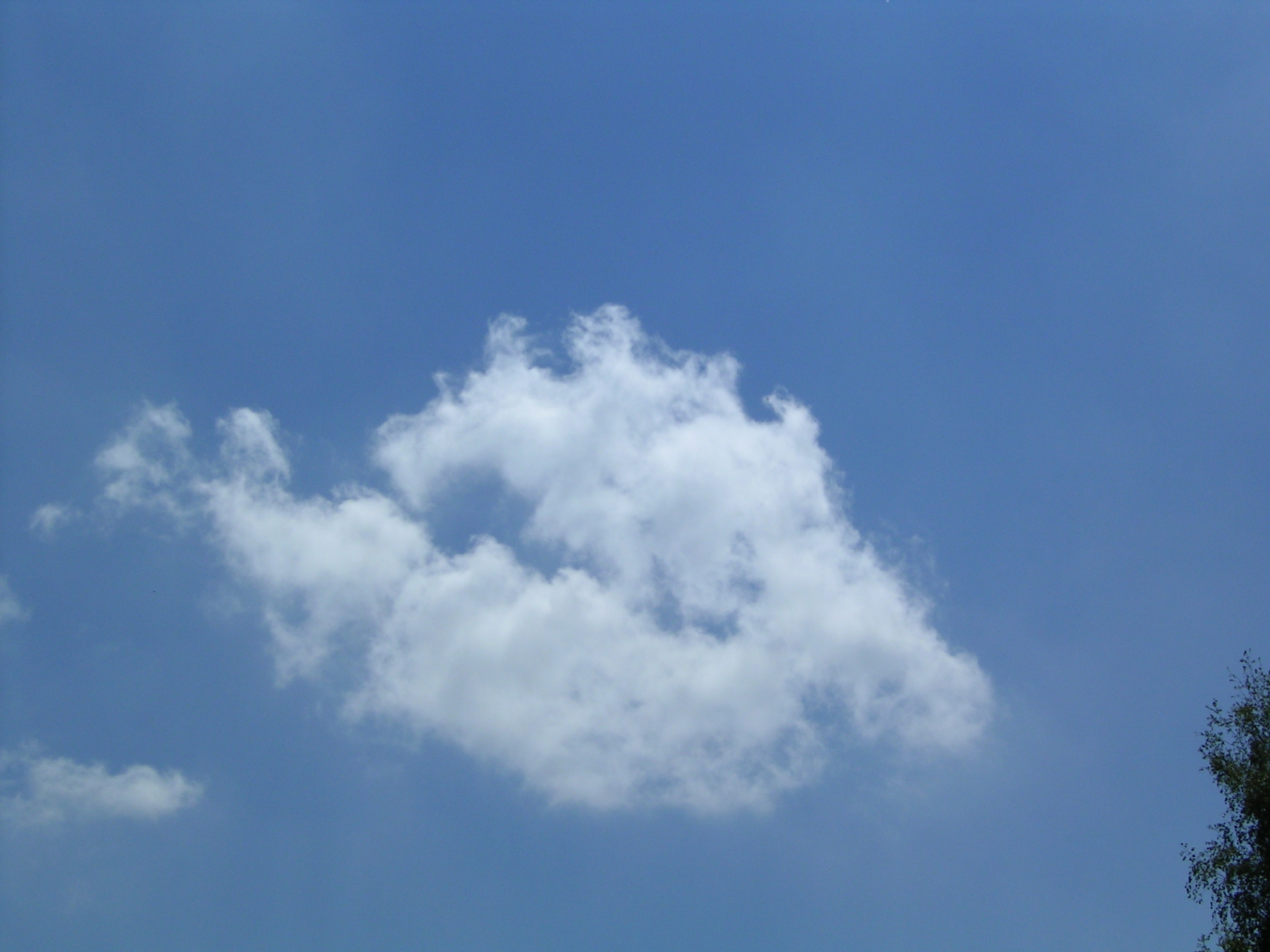
Cumulus fractus.

Au premier stade de l'apparition de la convection atmosphérique, les cumulus se présentent sous la forme d'éléments de très petite taille et ayant un aspect déchiqueté. Ceci indique que la vapeur d'eau vient de se condenser. Ces nuages peuvent facilement être confondus avec des stratus fractus. Un cumulus fractus peut aussi être le résultat d'un cumulus humilis qui s'est désagrégé à la suite du tarissement de l'ascendance qui avait formé le nuage.
On peut retrouver des cumulus fractus en aval ou en amont d'un cumulonimbus lorsque l'air est chaud et humide,. Leurs mouvements donnent une indication de la direction des vents autour de l'orage. 
Ils peuvent également se former sous un autre nuage important, comme un cumulonimbus ou un nimbostratus, quand l'évaporation de leurs précipitations humidifie l'air sous le nuage et que celle-ci est instable. On parle alors de pannus
.

### Cumulus humilis

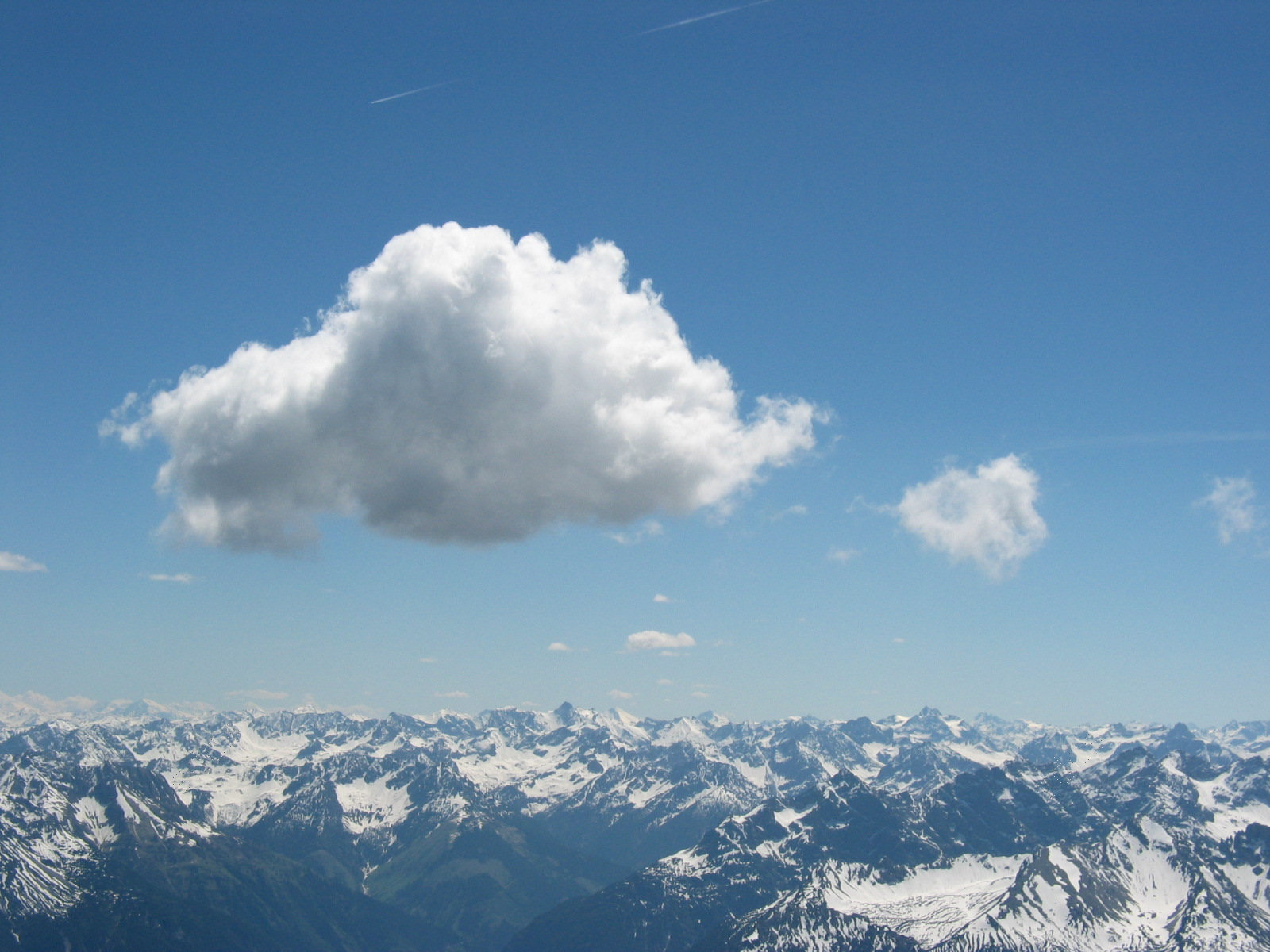
Cumulus humilis.

Souvent à peine plus épais que le cumulus fractus, le cumulus humilis a déjà l'aspect floconneux caractéristique des cumulus. Produit d'une convection faible, il a une petite extension verticale et une base aplatie. La hauteur de la base correspond au niveau de condensation par ascension et le faible développement vertical indique que l'atmosphère devient stable près du sommet du nuage.
Lorsque des cumulus humilis épars parsèment le ciel, on parle de cumulus de beau temps. Ce sont les nuages préférés des pilotes de planeur car en général, l'inversion de température au sommet du nuage empêche le développement de cumulus congestus ou de cumulonimbus.

### Cumulus mediocris

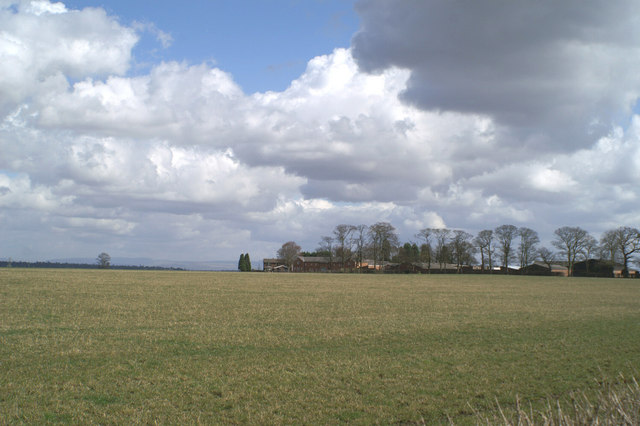
Cumulus mediocris.

L'extension verticale des nuages devient importante et les nombreux cumulus masquent fréquemment le soleil. Ces nuages sont légèrement plus grands dans leur développement vertical que les cumulus humilis. La forme de chou-fleur caractéristique des cumulus est parfois cachée car ils ont tendance à remplir une bonne partie du ciel
. Ce type de nuage ne provoque pas de précipitations, mais il peut se transformer en cumulus congestus et ensuite en cumulonimbus.

### Cumulus congestus

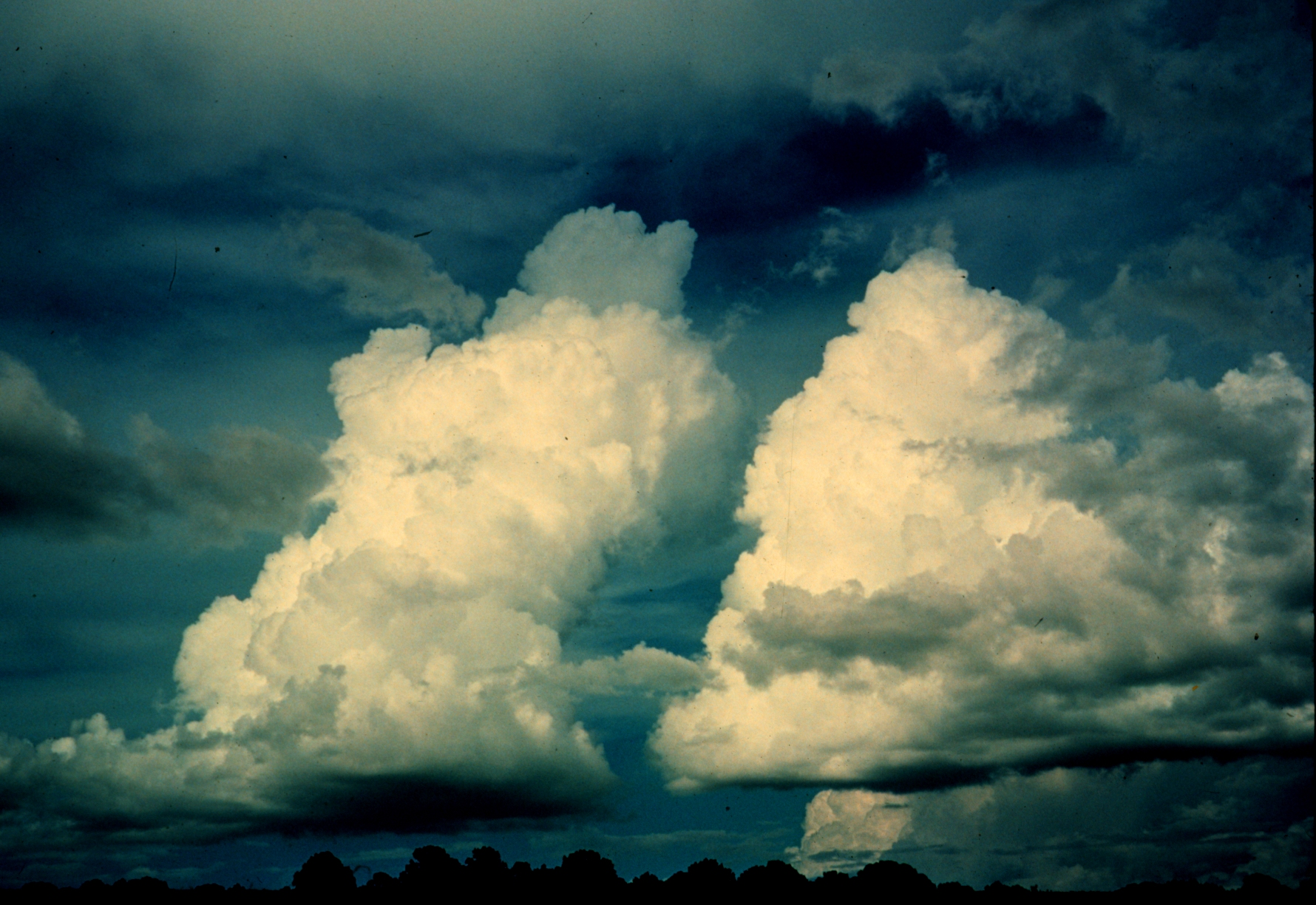
Cumulus congestus.

Il s'agit de la dernière étape avant l'apparition de cumulonimbus. Le cumulus congestus s'étend sur une hauteur de plusieurs milliers de mètres. Typiquement, l'appellation « congestus » désigne une hauteur du nuage plus importante que sa largeur. Son flanc présente toujours des protubérances d'un blanc éclatant, mais sa base devient sombre. Vu de dessous, le cumulus congestus est menaçant. En fonction de la situation météorologique, un cumulus congestus peut donner ou ne pas donner de précipitations (voir le cycle de vie du cumulus congestus).

## Développement en cumulonimbus

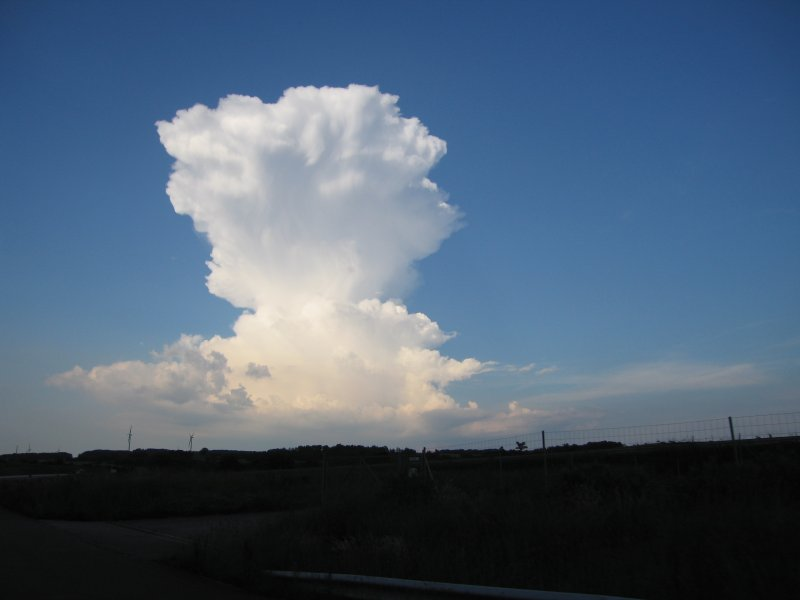
Cumulonimbus calvus.

Le cumulonimbus est l'étape ultime de développement des nuages cumuliformes. Dans l'ordre chronologique, on observe tout d'abord un cumulonimbus calvus, qui ressemble à un gros cumulus congestus mais qui a son sommet lisse et constitué de cristaux de glace ; ensuite, une enclume se forme au sommet du nuage, qui devient fibreux. On parle alors de cumulonimbus capillatus. Dans le cas d'un orage supercellulaire, il peut se former un sommet protubérant (cumulonimbus tholus, terme non officiel) appelé en anglais overshooting dome. Ce dernier est un marqueur d'orage violent. En règle générale, les cumulonimbus donnent des précipitations sous forme d'averses. Il peut y avoir des exceptions dans les régions sèches. Les cumulonimbus sont les seuls nuages qui peuvent être associés à des phénomènes électriques.

## Variété
Un champ de cumulus est dit de variété « radiatus » lorsqu'il forme des lignes (rayons) qui, par suite de l'effet de la perspective, semblent converger vers un point de l'horizon. Cet arrangement dépend de la direction du vent,.

## Phénomènes accessoires
Les cumulus, surtout les cumulus congestus, peuvent être associés avec des nuages ou des phénomènes accessoires comme :
- le pileus et le velum qui se forment au-dessus ou en périphérie à cause des mouvements verticaux importants qui débordent du nuage cumuliforme ;
- les précipitations et la virga ;
- l'arcus, le pannus et l'entonnoir nuageux associés au courant descendant du nuage.